# Liste des villes du Connecticut
Le Connecticut est un état américain situé dans le nord-Est des États-Unis.

Localisation du Connecticut sur la carte des États-Unis d’Amérique.

## Liste
| Ville                                         | Comté      | Population |
| --------------------------------------------- | ---------- | ---------- |
| Ansonia                                       | New Haven  | 18 531     |
| Bridgeport                                    | Fairfield  | 144 229    |
| Bristol                                       | Hartford   | 61 353     |
| Danbury                                       | Fairfield  | 80 893     |
| Derby                                         | New Haven  | 12 903     |
| Groton                                        | New London | 10 010     |
| Hartford                                      | Hartford   | 124 775    |
| Meriden                                       | New Haven  | 59 653     |
| Middletown                                    | Middlesex  | 47 481     |
| Milford                                       | New Haven  | 52 759     |
| New Britain                                   | Hartford   | 71 254     |
| New Haven                                     | New Haven  | 129 779    |
| New London                                    | New London | 27 620     |
| Norwalk                                       | Fairfield  | 85 603     |
| Norwich                                       | New London | 40 493     |
| Shelton                                       | Fairfield  | 39 559     |
| Stamford                                      | Fairfield  | 122 643    |
| Torrington                                    | Litchfield | 36 383     |
| Waterbury                                     | New Haven  | 110 366    |
| West Haven                                    | New Haven  | 52 721     |
| Winsted Administré par la ville de Winchester | Litchfield | 7 321      |

## Galerie

Villes du Connecticut
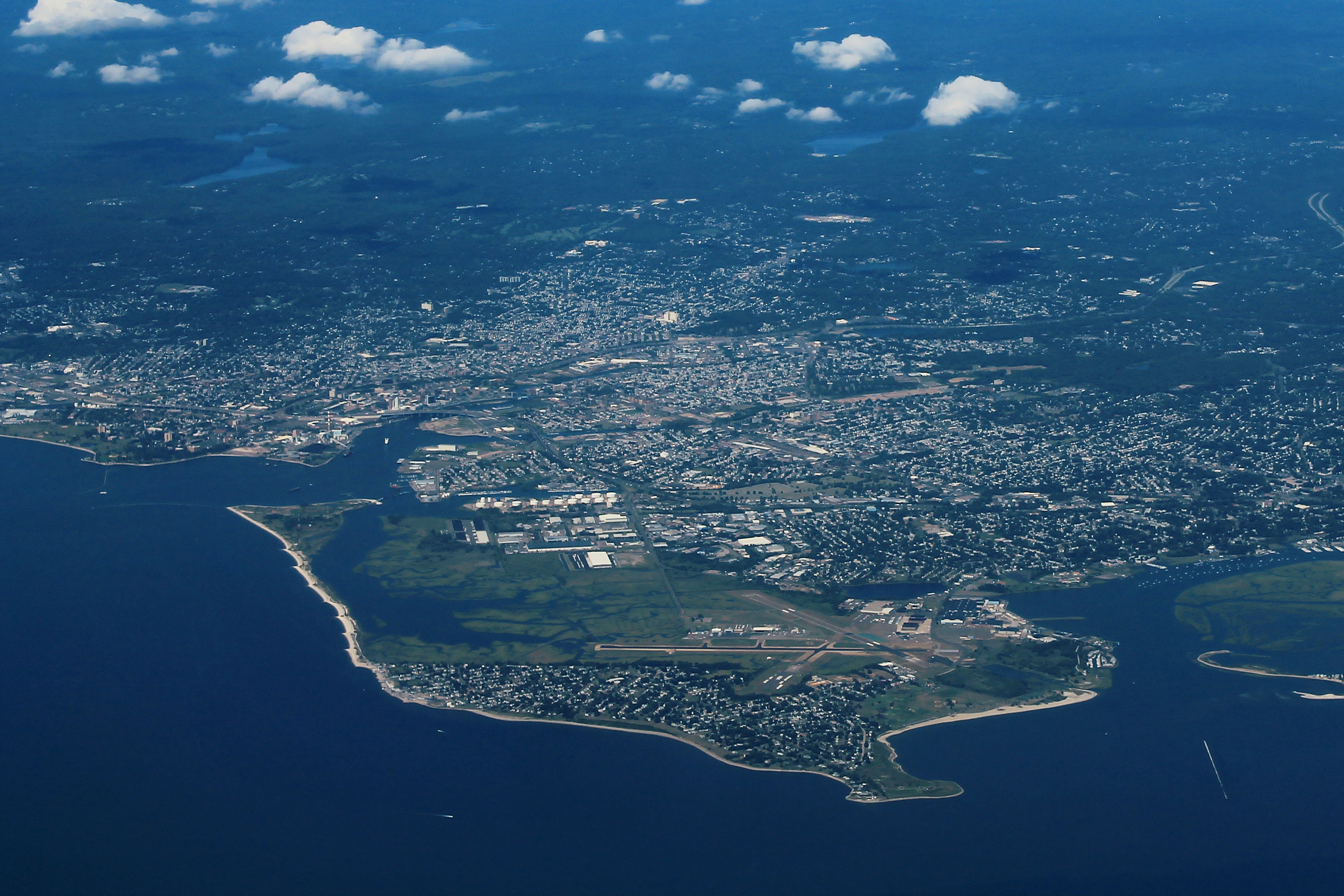
Bridgeport
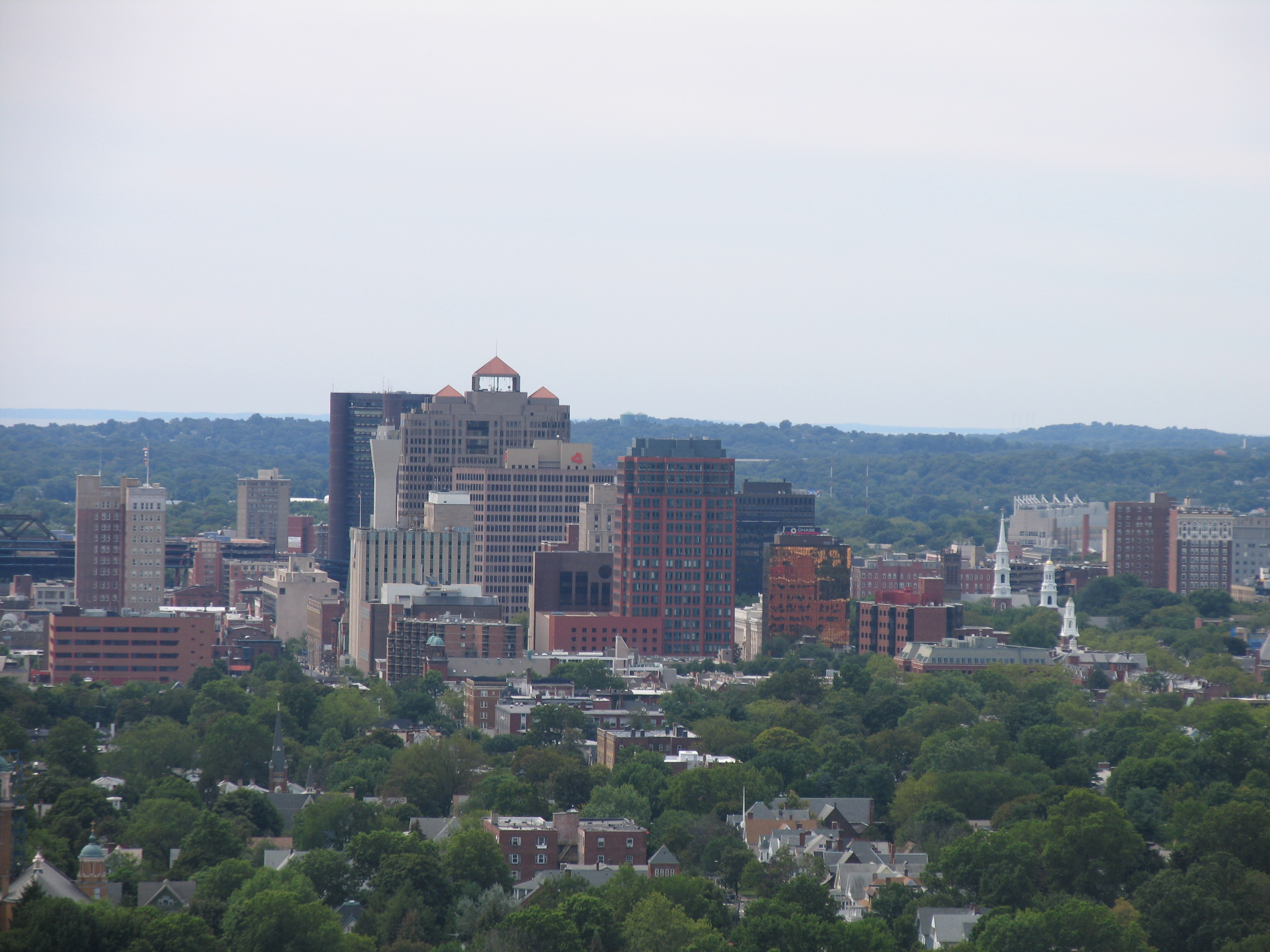
New Haven
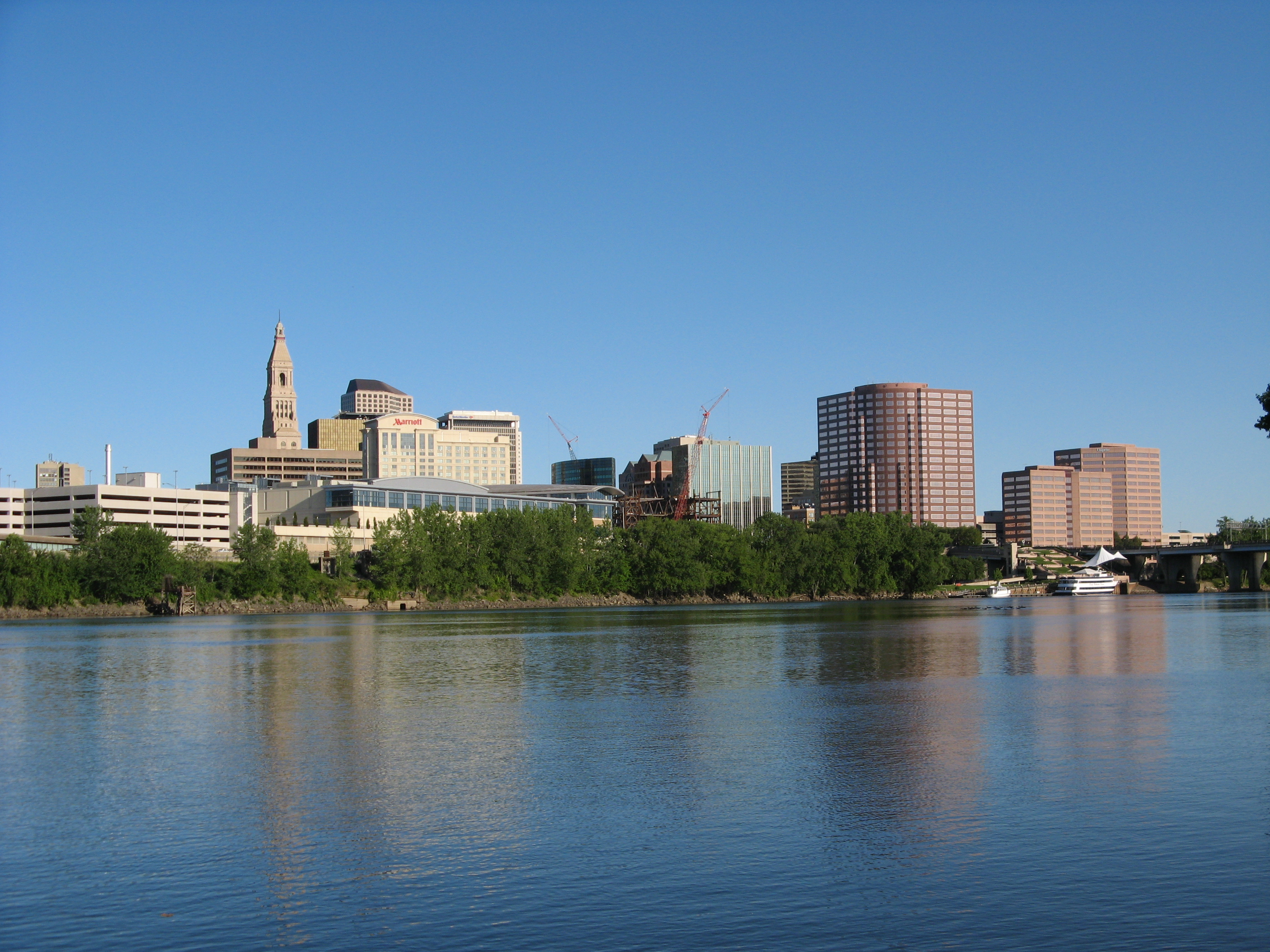
Hartford
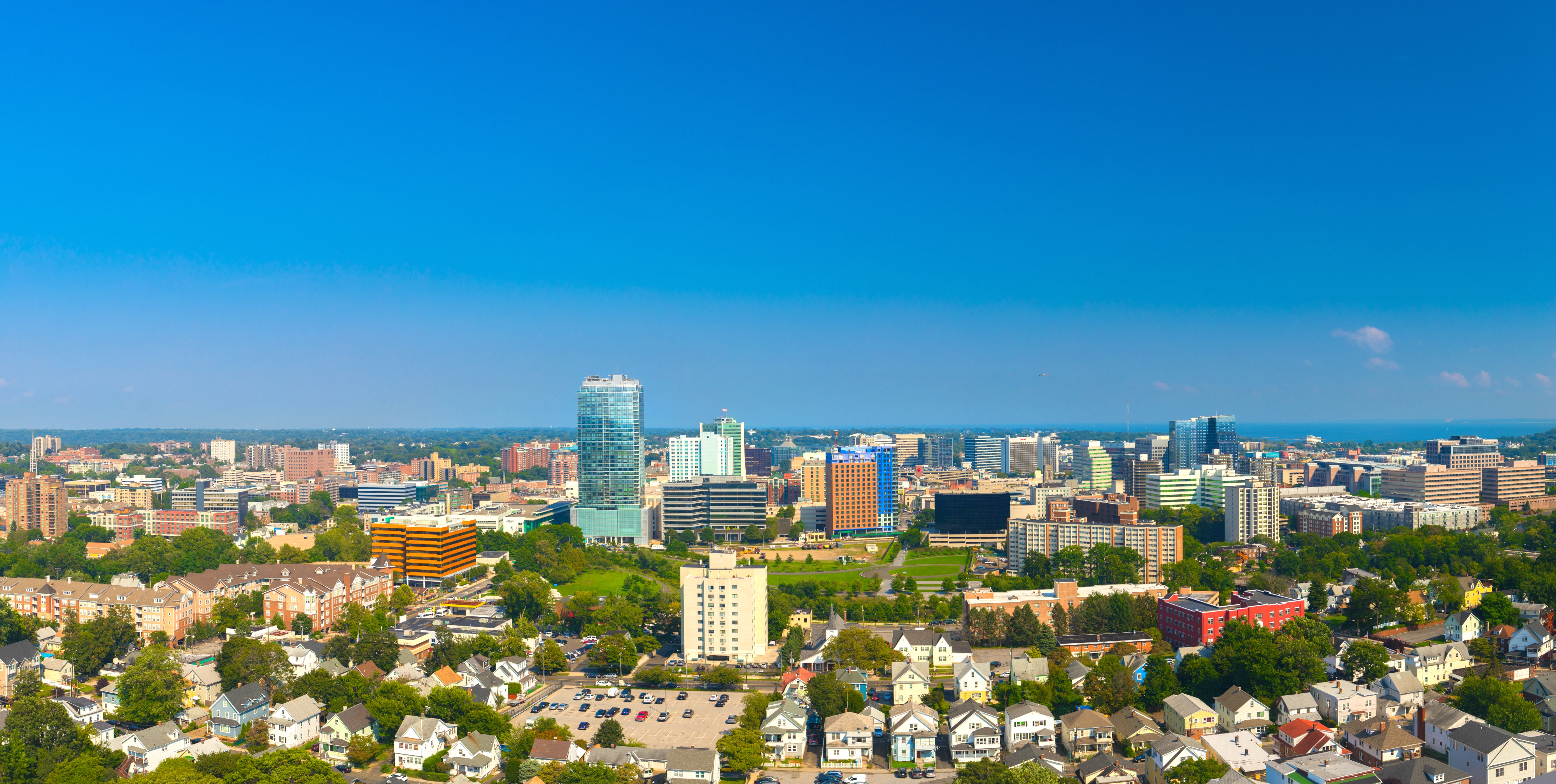
Stamford
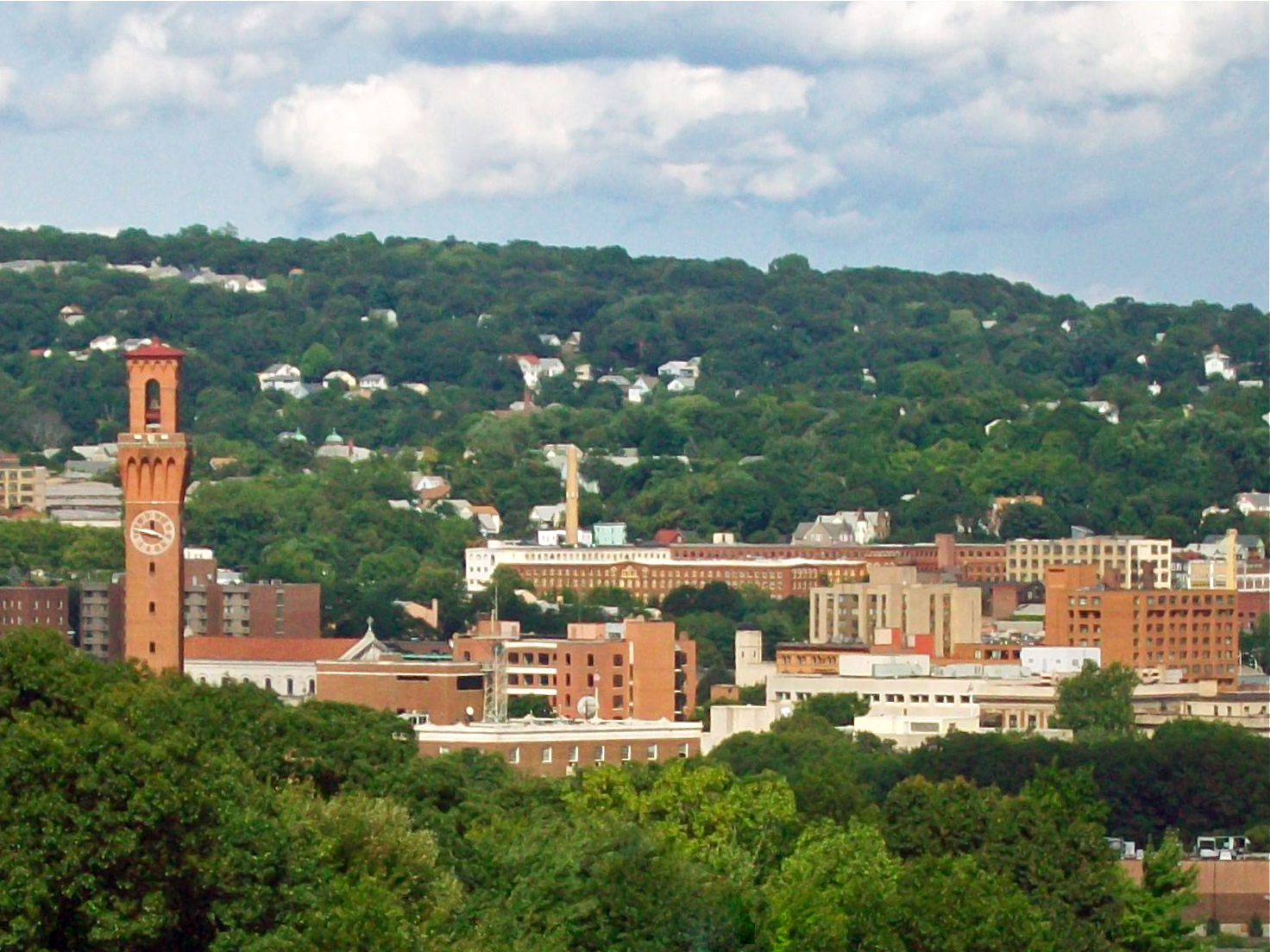
Waterbury
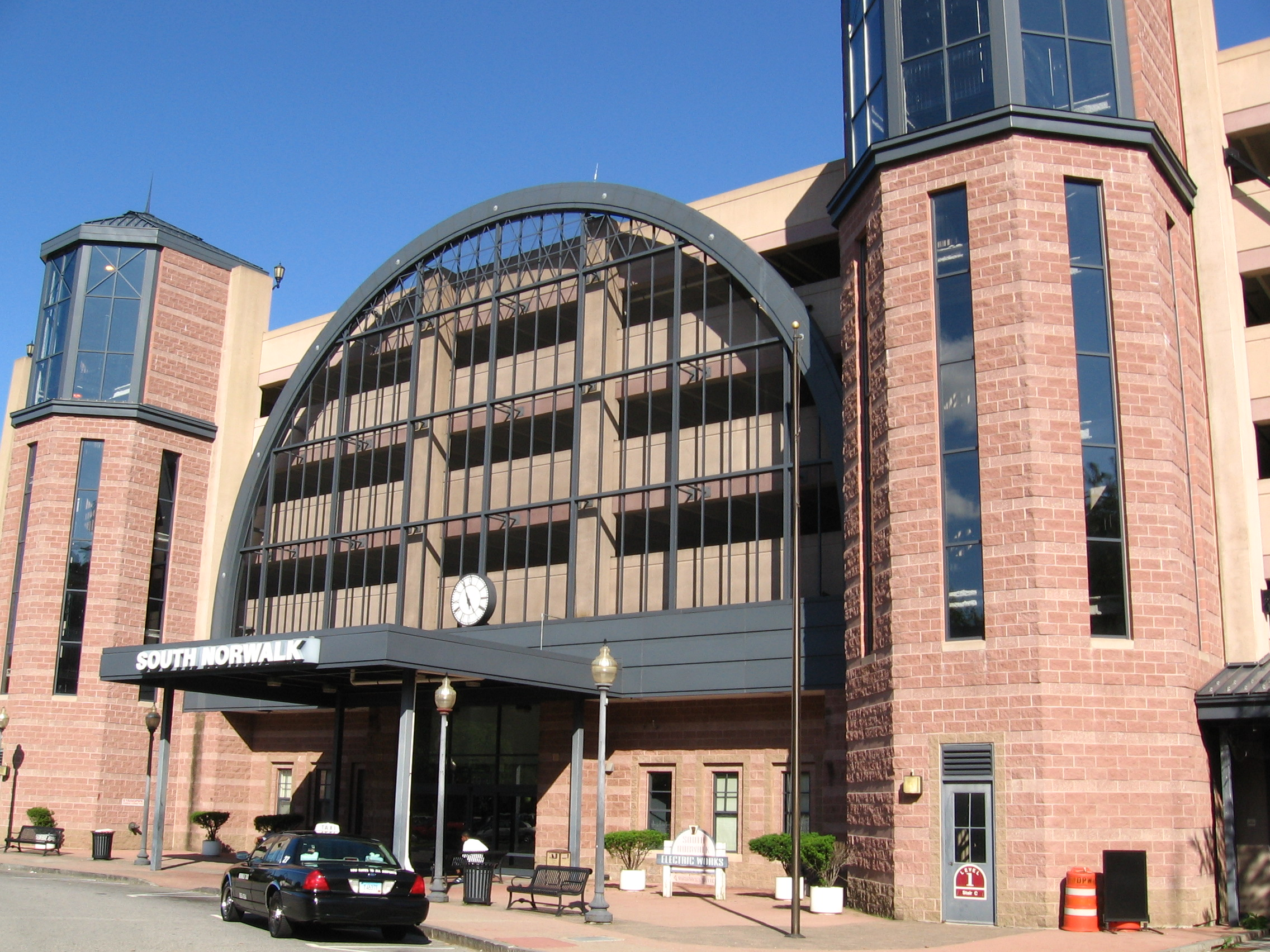
Norwalk
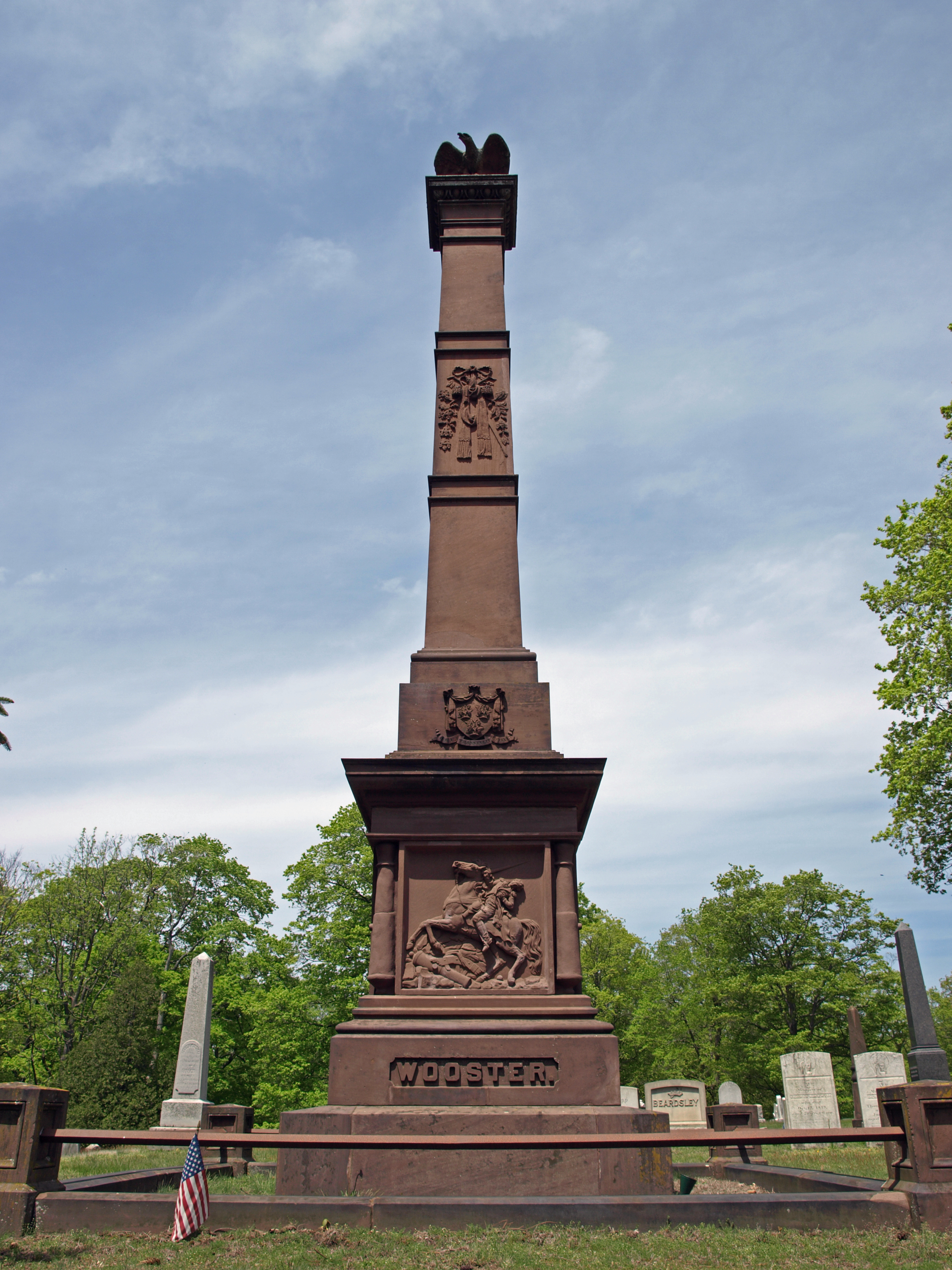
Danbury
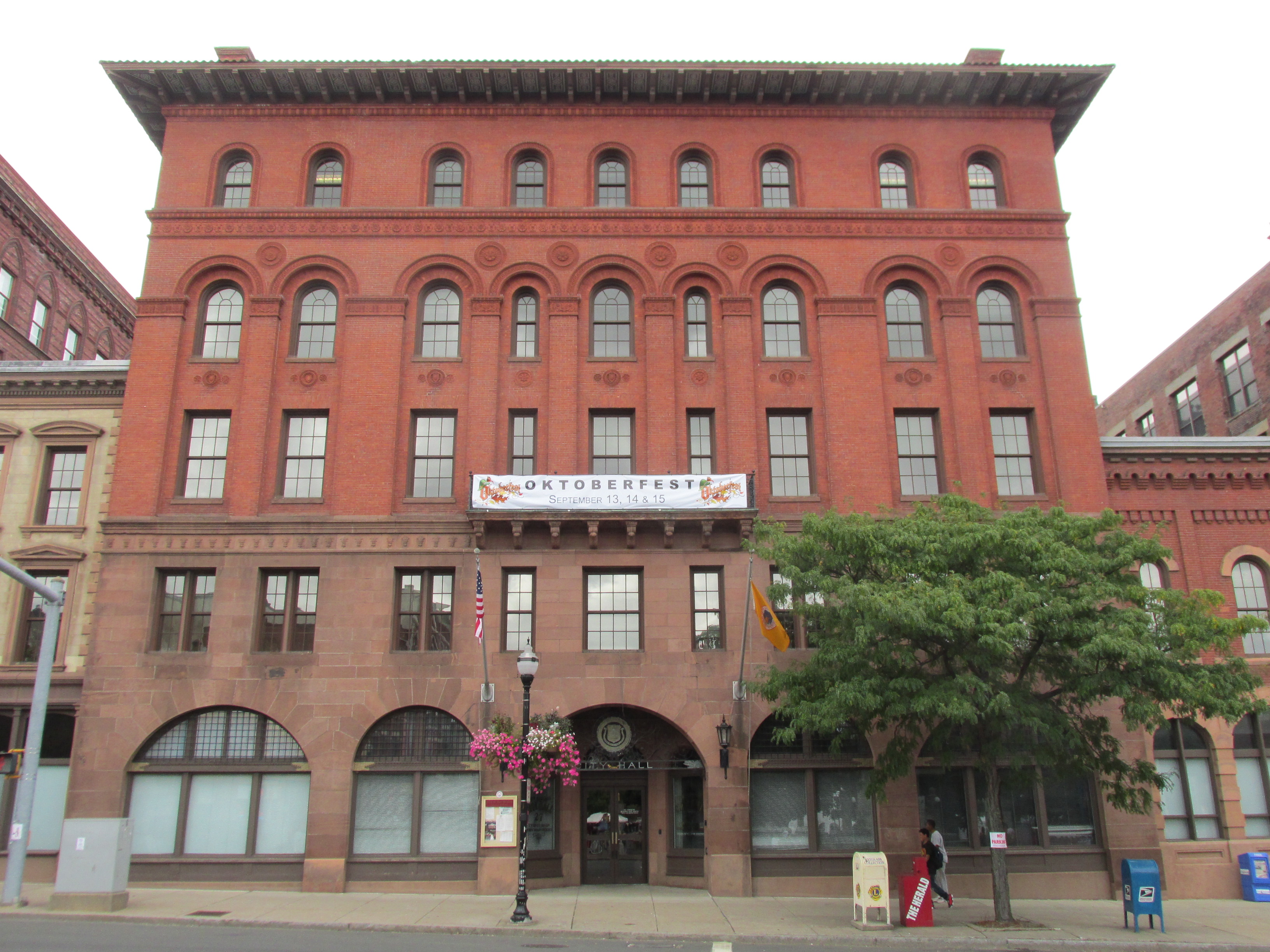
New Britain
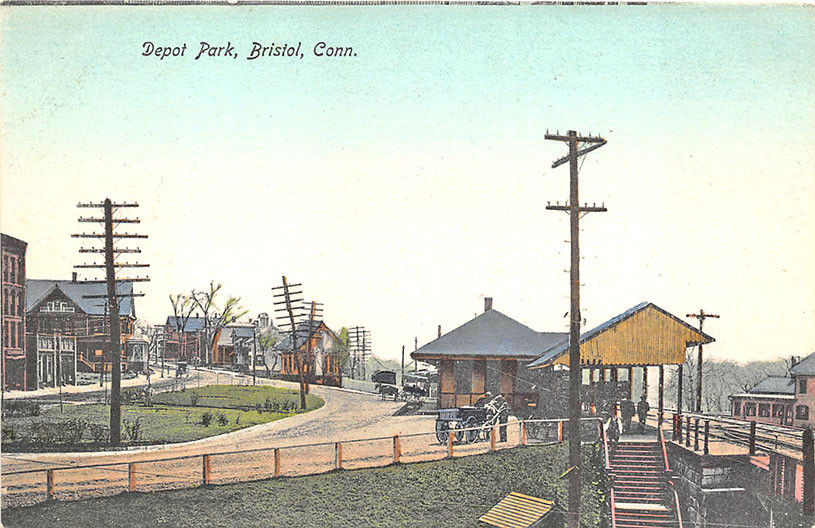
Bristol
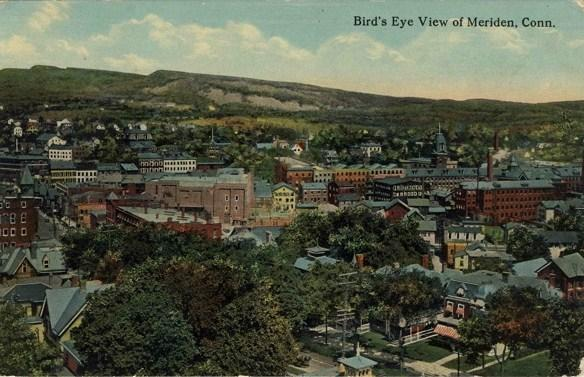
Meriden
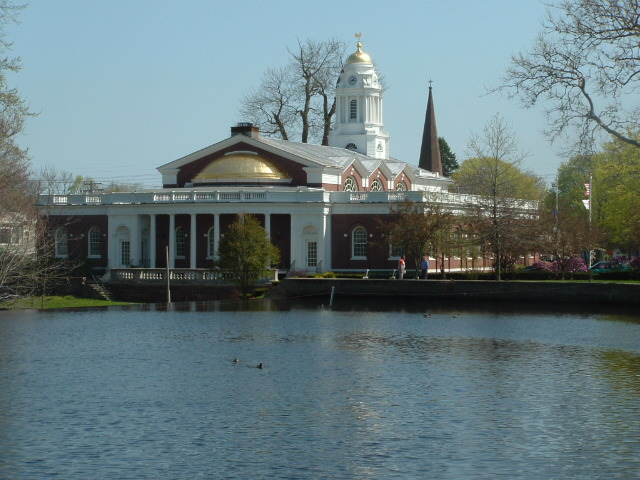
Milford
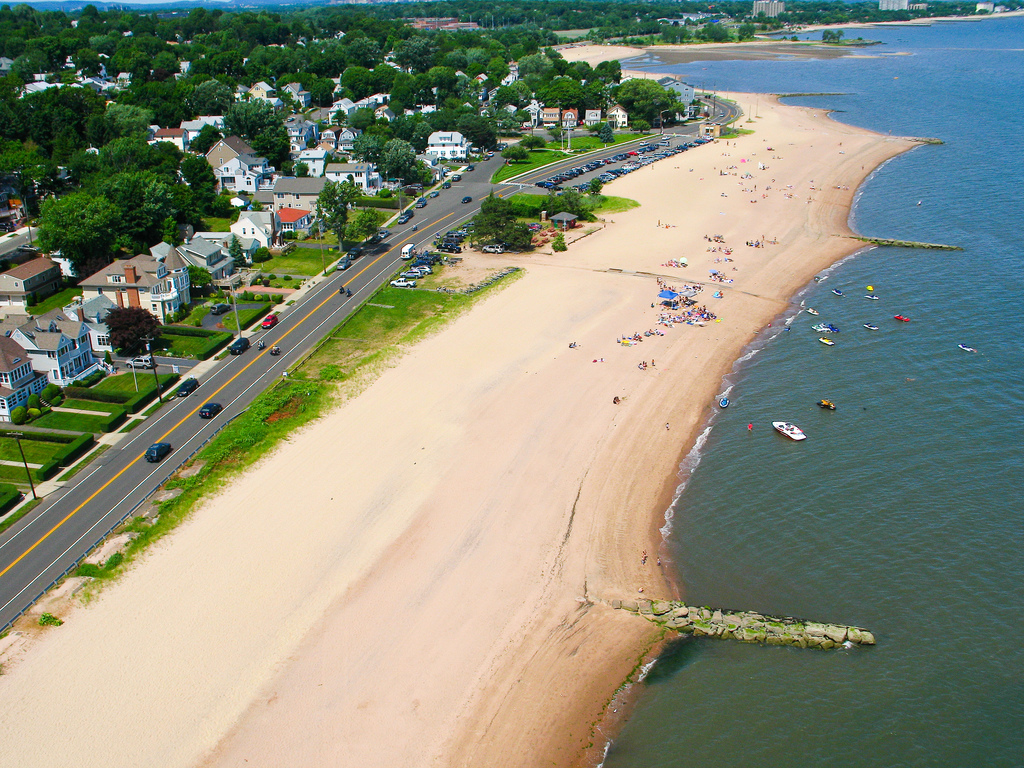
West Haven
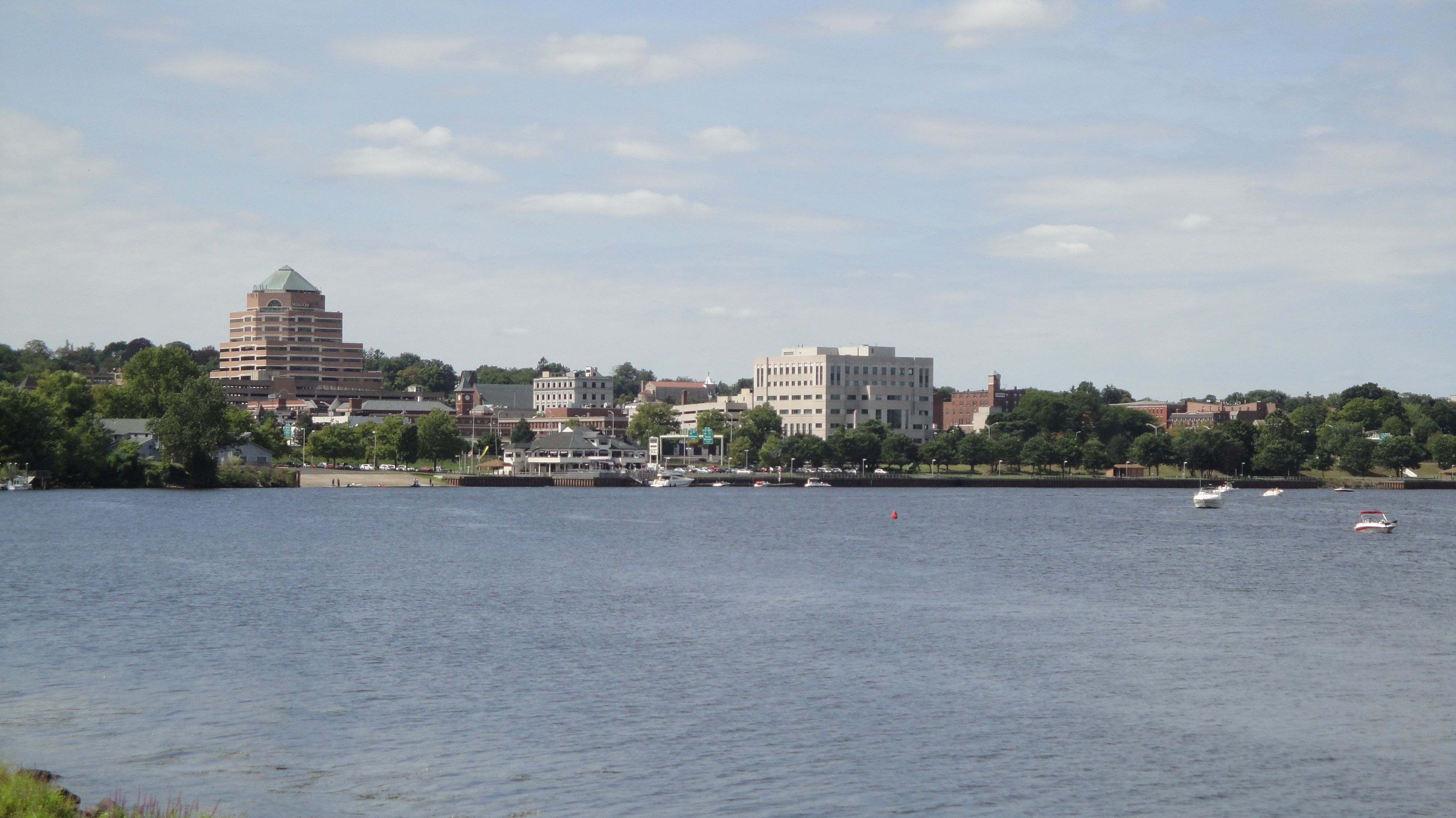
Middletown
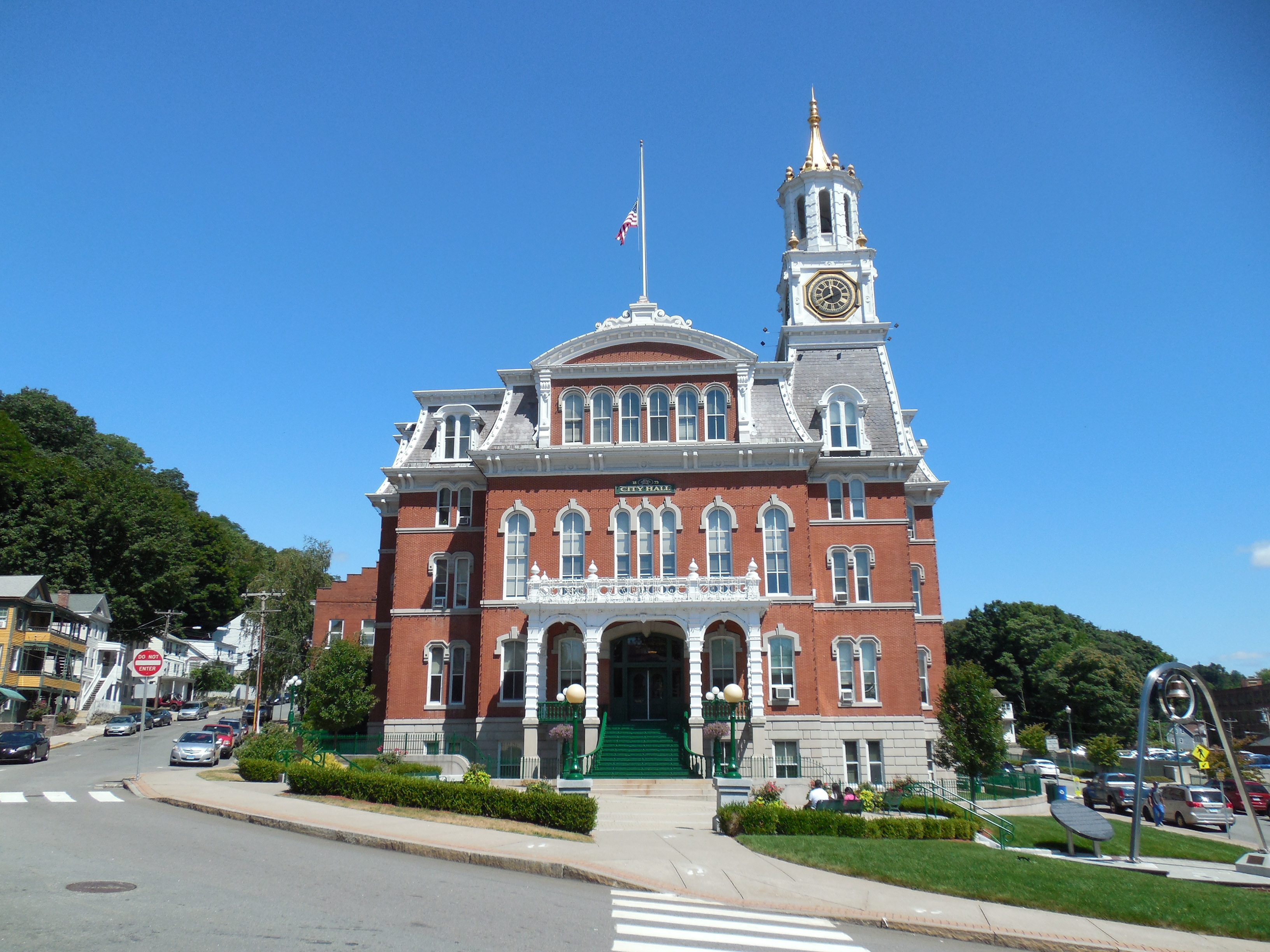
Norwich
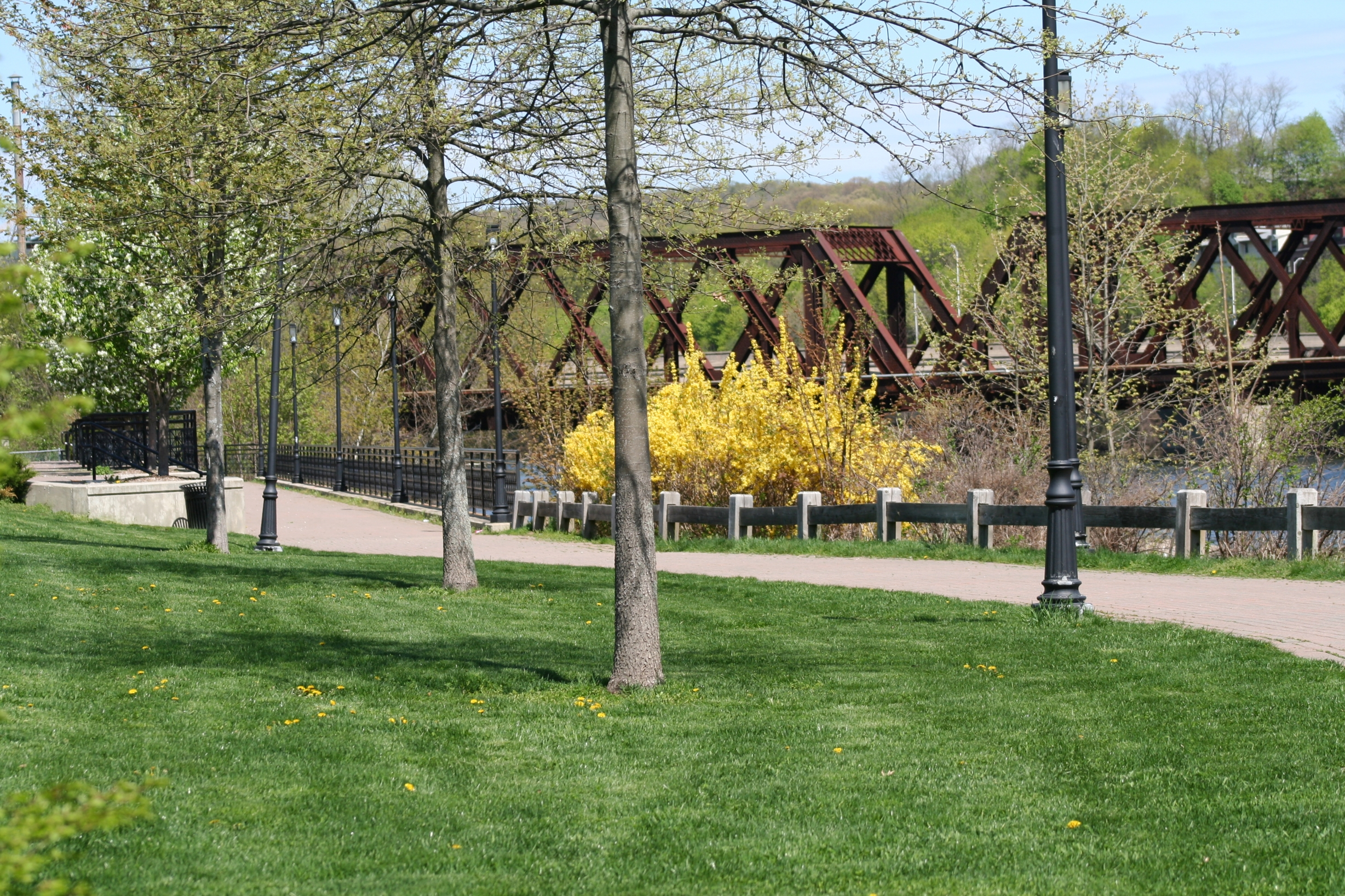
Shelton
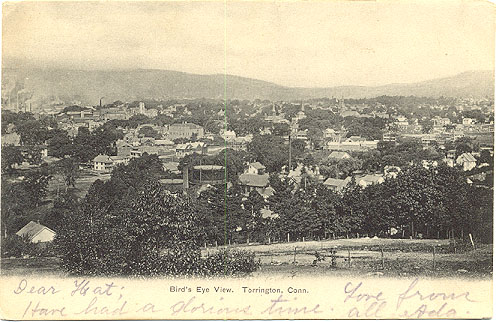
Torrington
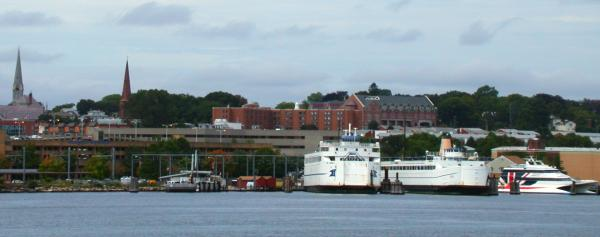
New London
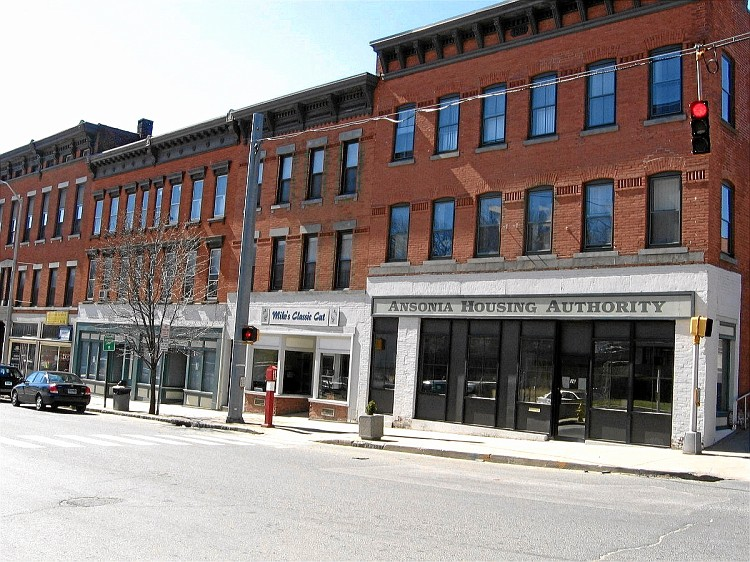
Ansonia
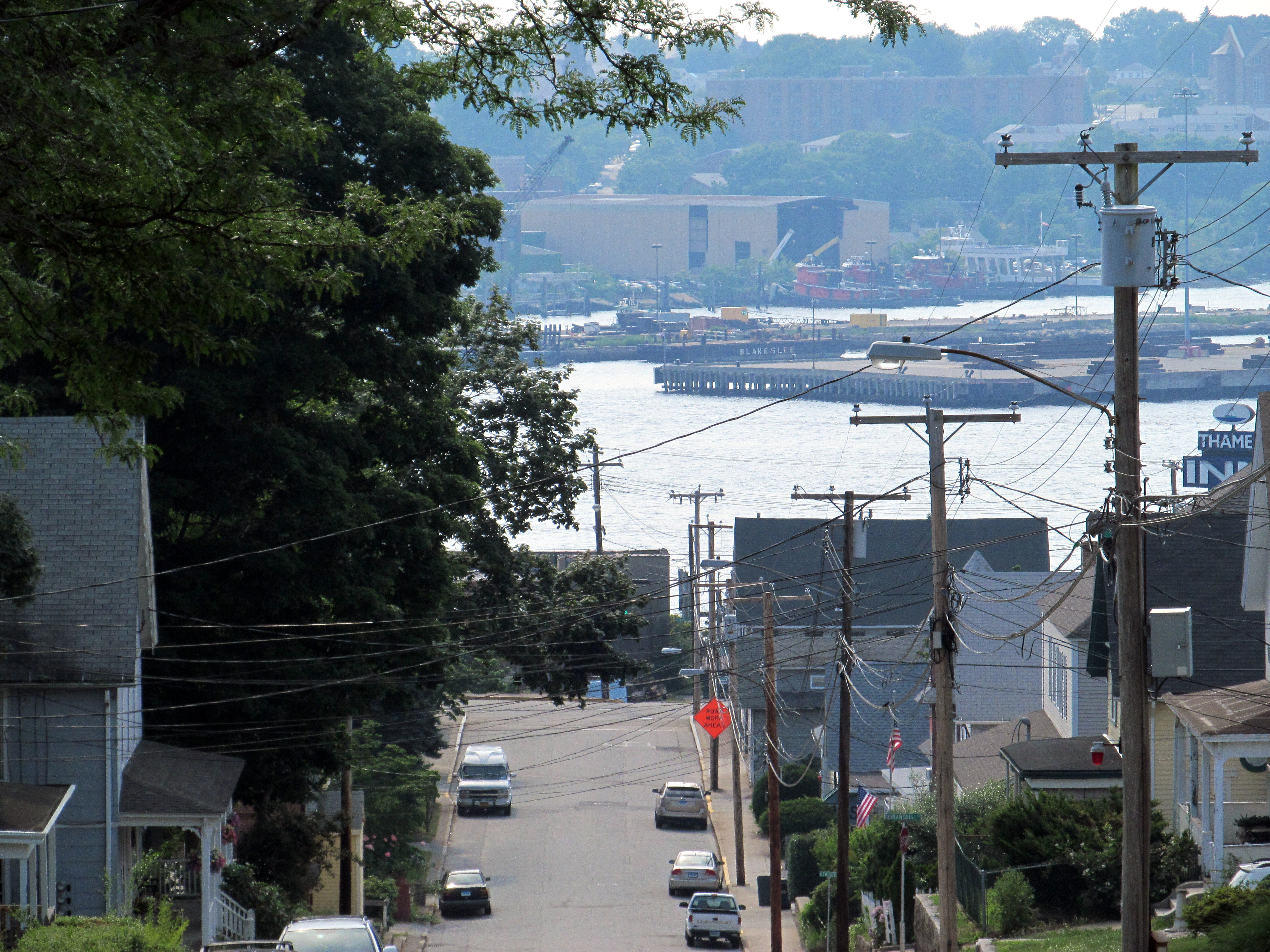
Groton
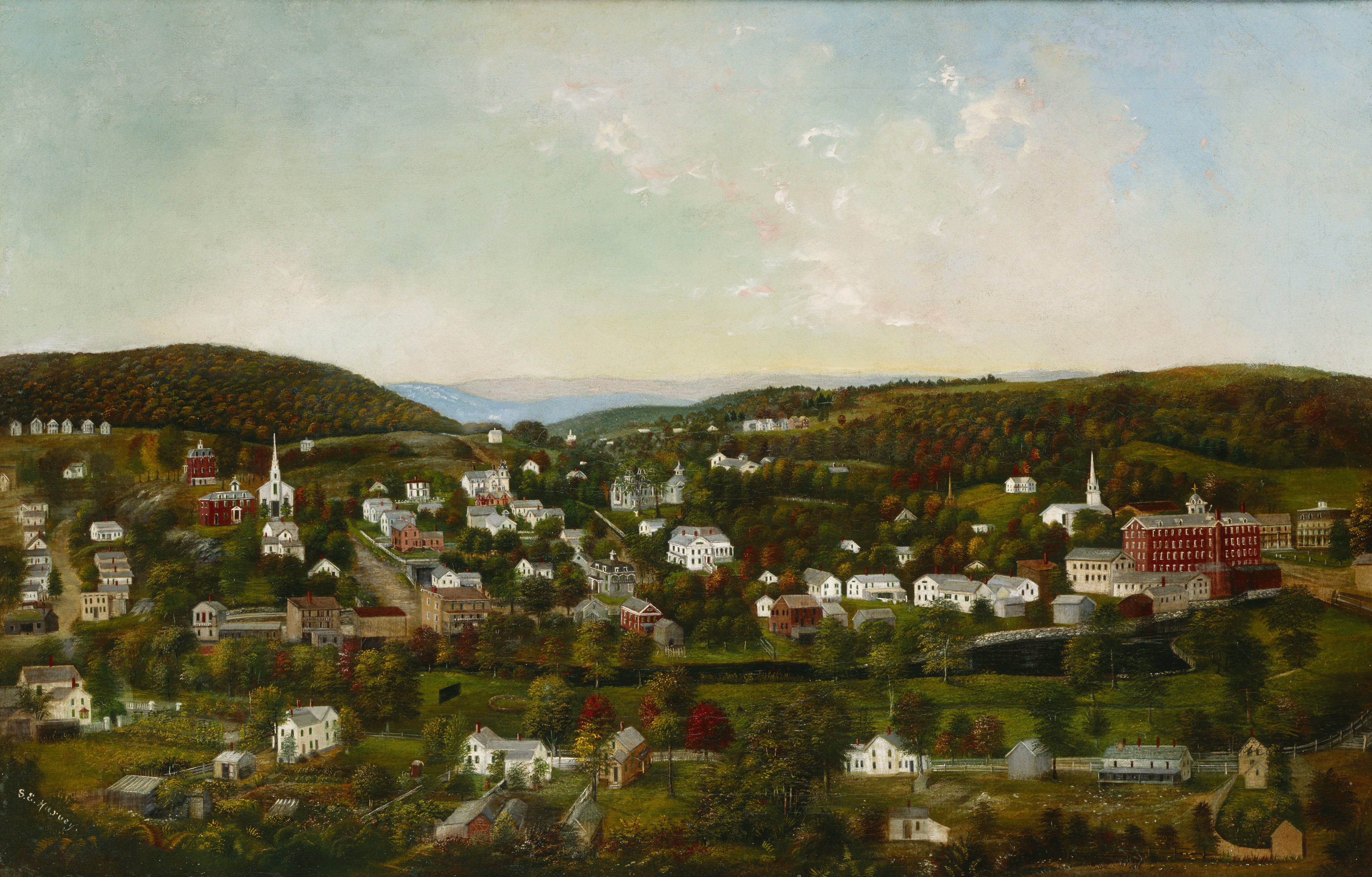
Winsted